# Roberto Longhi
Roberto Longhi (Alba, Regne d'Itàlia, 28 de desembre de 1890 - Florència, 3 de juny de 1970) fou un historiador de l'art italià. Nat d'una família de la petita burgesia: el seu pare, Giovanni, ensenyava matèries tècniques a la Règia Scuola Enologica local; el nom de la seva mare era Linda Battaglia. Des de la seva infància va madurar certa curiositat per la cultura visual: va néixer en la pàtria de Macrino d'Alba (al que va dedicar el seu primer escrit) i quotidianament se li presentaven sota els ulls obres com la Madonna de Bernabé da Modena (conservada a l'església parroquial) i el Concertino de Mattia Preti (al municipi ciutadà).
Després dels estudis secundaris sota la guia de Umberto Cosmo, lograt el grau de maturità al Liceu clàssic, s'inscriu a la'Universitat de Torí, on va ser alumne de Pietro Toesca, amb el qual el jove Longhi es va laureà el 1911 discutint una tesi sobre Caravaggio: es va traslladar llavors a Roma, on es va diplomar a la Scuola di Perfezionamento in Storia dell'Art local sota la guia d'Adolfo Venturi, del que es va convertir en deixeble i estret col·laborador a la revista Art, dirigida per ell. Atret per l'art de Gustave Courbet i Pierre-Auguste Renoir, impressionat per les obres d'Eugène Fromentin i Walter Pater (que va observar a la Bienal de Venècia) roman fascinat per la lectura de Charles Baudelaire i Stéphane Mallarmé; aproximant-se a l'estètica crociana, es va destacar aviat rebutjant una certa refractarietat en el no distingir els «camps intuïtius de l'Art». Va iniciar llavors una col·laboració amb La Voce, de Giuseppe Prezzolini, una de les principals revistes culturals italianes de principis del segle xx i es va fer docent d'Història de l'art a alguns liceus romans.

## Obres principals
- Caravaggio, Milà 1952
- Gentileschi padre e figlia, 1916, reeditat a R. Longhi, Opere complete I, Scritti govanili 1912-22, Sansoni, Florència, 1961
- Opere Complete, Florència 1963 Piero de Franceschi, Roma 1923 [reed. i revisat en Opere Complete, III; Florència 1963]
- Officina Ferarrese, Roma 1934 [reed. i revisat en Operi Completi, V; Florència 1963]
- A Espanya, s'ha publicat Breu però autèntica història de la pintura italiana, amb traducció de Zósimo González, 1ª ed., Boadilla del Monte. A.Machado Libros, S. A., 05/1994. Col·lecció: La balsa de la medusa, 69. ISBN 84-7774-569-2